# Krzysztof Dębnicki
Krzysztof Dębnicki (ur. 31 stycznia 1950 w Warszawie) – polski historyk, podróżnik, orientalista, afrykanista, indolog, dyplomata. Ambasador w Mongolii (2001–2005), Pakistanie (2007–2010) i Malezji (2018–2023).

## Życiorys
W latach 1968–1970 studiował historię, antropologię Afryki i nauki polityczne na Uniwersytecie w Ghanie, a w 1975 ukończył studia na Wydziale Historycznym Uniwersytetu Warszawskiego. W 1984 uzyskał stopień doktora na podstawie rozprawy o przemianach politycznych w Nepalu w latach 1950–1980. W 2008 otrzymał na UW stopień doktora habilitowanego na podstawie pracy Przemoc i konflikt w systemie politycznym niepodległych Indii. Wypromował co najmniej jeden doktorat.
W 1975 rozpoczął pracę w Studium Afrykanistycznym Uniwersytetu Warszawskiego. Od 1977 był pracownikiem naukowym Zakładu Współczesnych Zagadnień Azji Instytutu Orientalistycznego UW. W latach 1985/1986 był stypendystą Uniwersytetu w Nowym Delhi w Indiach, a w latach 1990/1991 stypendystą Uniwersytetu w Nowym Jorku.
W latach 70. odbył kilka podróży drogą lądową przez Azję Centralną do Pakistanu, Indii, Nepalu i Sikkimu. W 1986 w drodze powrotnej ze stypendium w Indiach przejechał przez Tybet, Chiny, Mongolię i Związek Radziecki, a w 1988 przez Sinciang.
Jako naukowiec specjalizuje się w tematyce historycznej, społecznej i politycznej regionu Azji Środkowej i Południowej. Prowadził zajęcia i wykładu w kraju oraz za granicą. Jest autorem wielu publikacji naukowych i popularnonaukowych, współpracował m.in. z „Gazetą Wyborczą”, „Rzeczpospolitą” i „Tygodnikiem Powszechnym”.
W 1993 podjął pracę w Ministerstwie Spraw Zagranicznych, gdzie zajmował się tematyką irańską oraz krajów Zatoki Perskiej. W latach 1995–1999 pełnił funkcję radcy ds. politycznych w ambasadzie RP w Nowym Delhi, w tym przez 9 miesięcy jako chargé d’affaires. Z placówki powrócił na motocyklu, jadąc przez Azję Centralną i Rosję. Następnie pracował w Departamencie Azji, Australii i Ameryki Łacińskiej MSZ. W 2001 objął kierownictwo polskiej placówki dyplomatycznej w Ułan Bator. Funkcję ambasadora sprawował do 2005. Po powrocie pracował jedynie jako wykładowca na UW i w Collegium Civitas.
W 2007 otrzymał nominację na stanowisko ambasadora RP w Pakistanie. Odwołany został 1 września 2010.
5 września 2018 objął funkcję ambasadora w Malezji. Kadencję zakończył 31 maja 2023.
Jego żoną jest Ewa Małgorzata Gotz-Dębnicka.

## Publikacje
- Nepal, królestwo wśród chmur, Warszawa 1981
- Współczesna historia Królestwa Nepalu, Warszawa 2005
- Konflikt i przemoc w systemie politycznym niepodległych Indii, Warszawa 2000